# Барулин, Владислав Юрьевич
Владислав Юрьевич Барулин (род. 9 июля 1996, Москва) — российский хоккеист.

## Биография
В детстве играл в хоккей за школы ЦСКА, «Спартак», «Созвездие» и «Крылья Советов». В сезоне 2012/2013 был выбран под общим 91 номером череповецкой Северсталью. Профессиональную карьеру начал в МХЛ-Б за ХК «Зеленоград».
В ВХЛ выступал за такие команды, как «Химик» (Воскресенск), «Дизель» (Пенза), «Звезда» (Москва) и «Сокол» (Красноярск).
9 января 2022 года дебютировал в КХЛ за «Амур» в матче против «Сибири». 23 июля 2025 года перешёл в «Нефтехимик».